# Coelichneumon cyaniventris
Coelichneumon cyaniventris là một loài tò vò trong họ Ichneumonidae.